# エルンスト・オイレンブルク
エルンスト・オイレンブルク（ドイツ語：Ernst Eulenburg）は、ドイツに起源を持つ楽譜出版社であり、現在はショット社の一部門となっている。黄色い表紙のミニチュアスコアで知られている。

## 歴史
1874年、エルンスト・オイレンブルクによって、ライプツィヒにて創立。当初は、ピアノ教本や、軽音楽、男声合唱などの楽譜を出版していた。
1891年、ミニチュアスコアの出版を手がけていたペイン社を買収することによりクラシック音楽（室内楽曲）のミニチュアスコアの出版に乗り出した。さらに1908年に英国のDonajowski社を買収することにより、カタログの幅を広げた。
1905年、エルンストの息子、クルト・オイレンブルクが入社し、以来1968年に90歳で引退するまで働き続けている。エルンストの死後クルトが跡を継ぎ、アルフレート・アインシュタインやフリードリヒ・ブルーメらの一線の音楽学者を招き、それぞれにモーツァルトのドン・ジョヴァンニやピアノ協奏曲の編集を依頼し、それと同時にPaul Graener といった同時代の作曲家や、映画音楽の作曲家ロージャの純音楽作品などの楽譜の出版も手がけるようになった。
1939年、第二次世界大戦の直前に、ドイツを逃れチューリッヒへと移転。さらに、オイレンブルク社ロンドン法人グッドウィン・アンド・タブとの交渉の末、会社はロンドンへと移転。
1945年、終戦とともにクルト・オイレンブルク本人もロンドンへ移住し、再びカタログを広げはじめた。
1950年代末、ショット社に買収される。現在、ショット社の楽譜出版事業の一部門として、オイレンブルク版と呼ばれる楽譜が出版されており、総カタログ数は1200点以上に上る。